# بحيرة أوكاناغن
بحيرة أوكاناغن (بالإنجليزية: Okanagan Lake)‏ هي بحيرة كبيرة وعميقة تقع في وادي أوكاناغن في مقاطعة كولومبيا البريطانية في كندا. يبلغ طول البحيرة 135 كم ويتراوح عرضها بين 4 و 5 كم. أقصى عمق للبحيرة هو 232 متراً ويوجد قرب «جزيرة غرانت» (وهي جزيرة تقع داخل البحيرة). وتوجد جزيرة أخرى داخل البحيرة تقع إلى الجنوب من هذه وتعرف بـ«جزيرة الأفعى المجلجلة». ويوجد في بعض أجزاء البحيرة ما يصل إلى 750 متراً من الرواسب الجليدية والتي ترسّبت خلال «عصر البلستوسين» (العصر الجليدي الأخير). تتألف البحيرة من ثلاثة أحواض، أكبرها هو الحوض الشمالي، والحوضان الثانيان هما الحوض الأوسط (أو المركزي) والحوض الجنوبي. يتدفّق الماء خارج البحيرة عبر نهر يُعرف بـ«نهر أوكاناغن»، والذي أوجد النهاية الجنوبية للبحيرة التي تقع قرب «بنتكون». وتوجد معالم بارزة في «وادي أوكاناغن» مثل المصاطب، والتي تشكّلت نتيجة للانخفاض الدوري لسلف بحيرة أوكناغن وهي «بحيرة بنكتون» المتجمدة. وتستخدم هذه المصاطب الآن على نطاق واسع للزراعة والحراثة.

## معرض صور

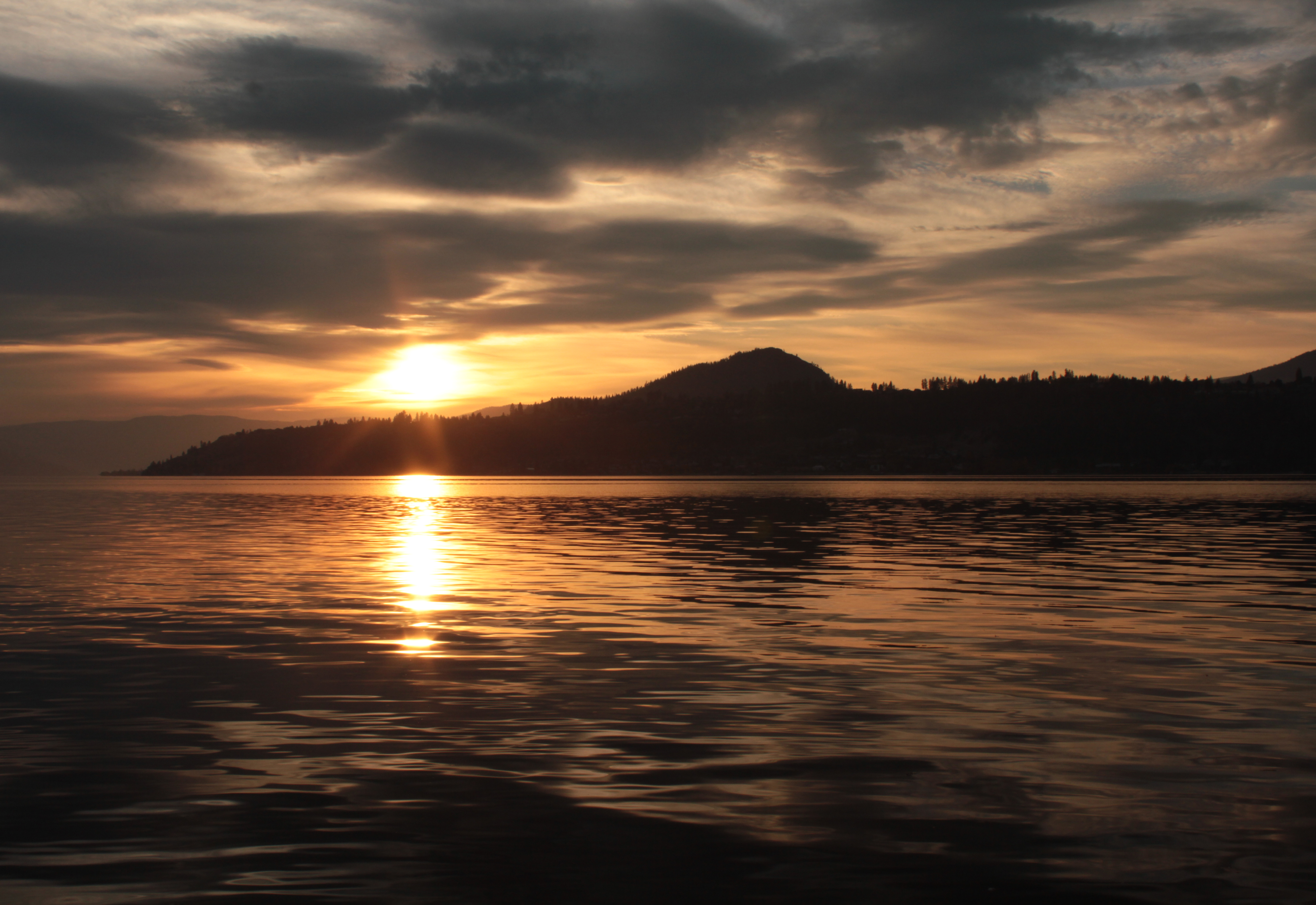
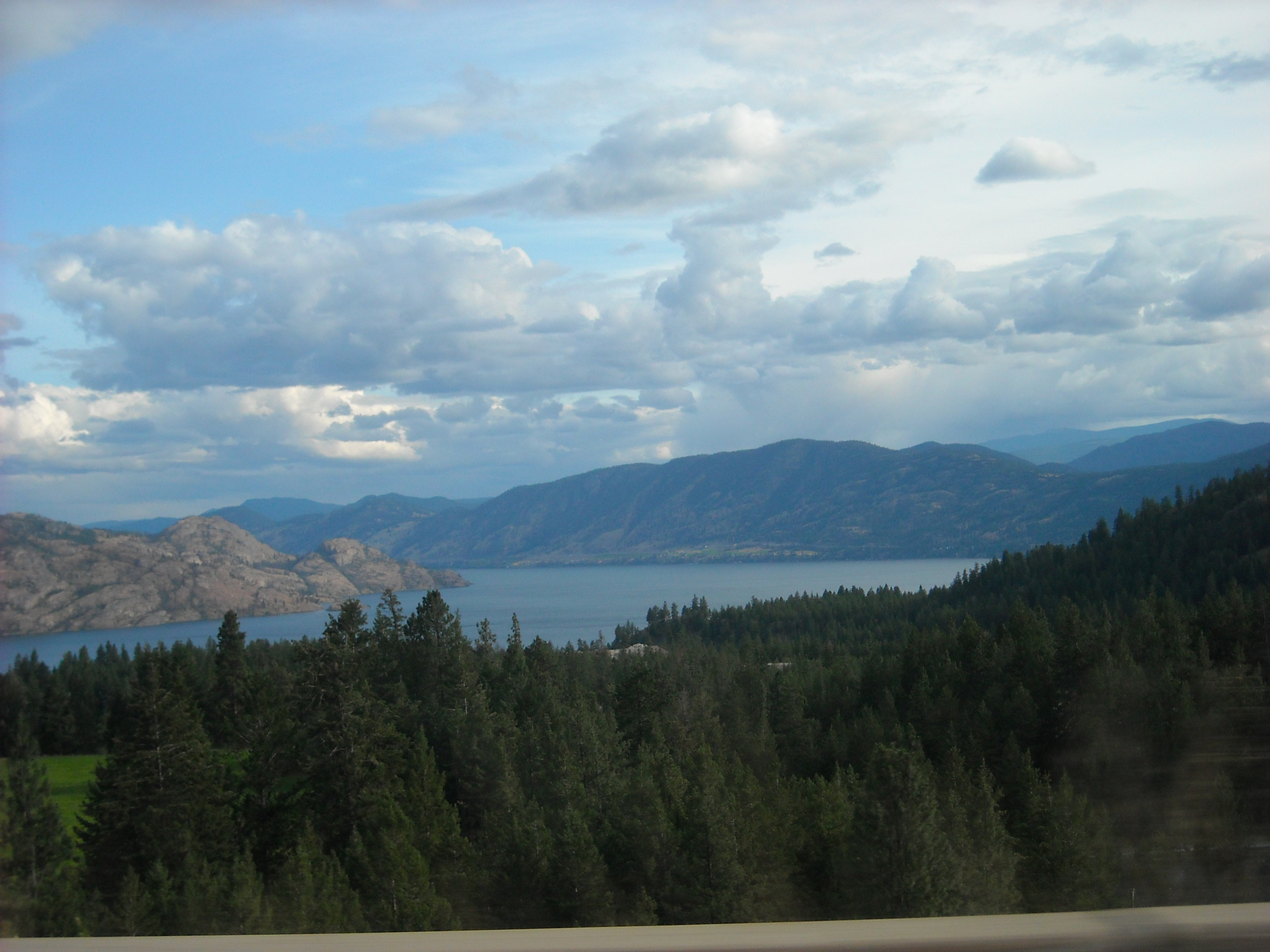
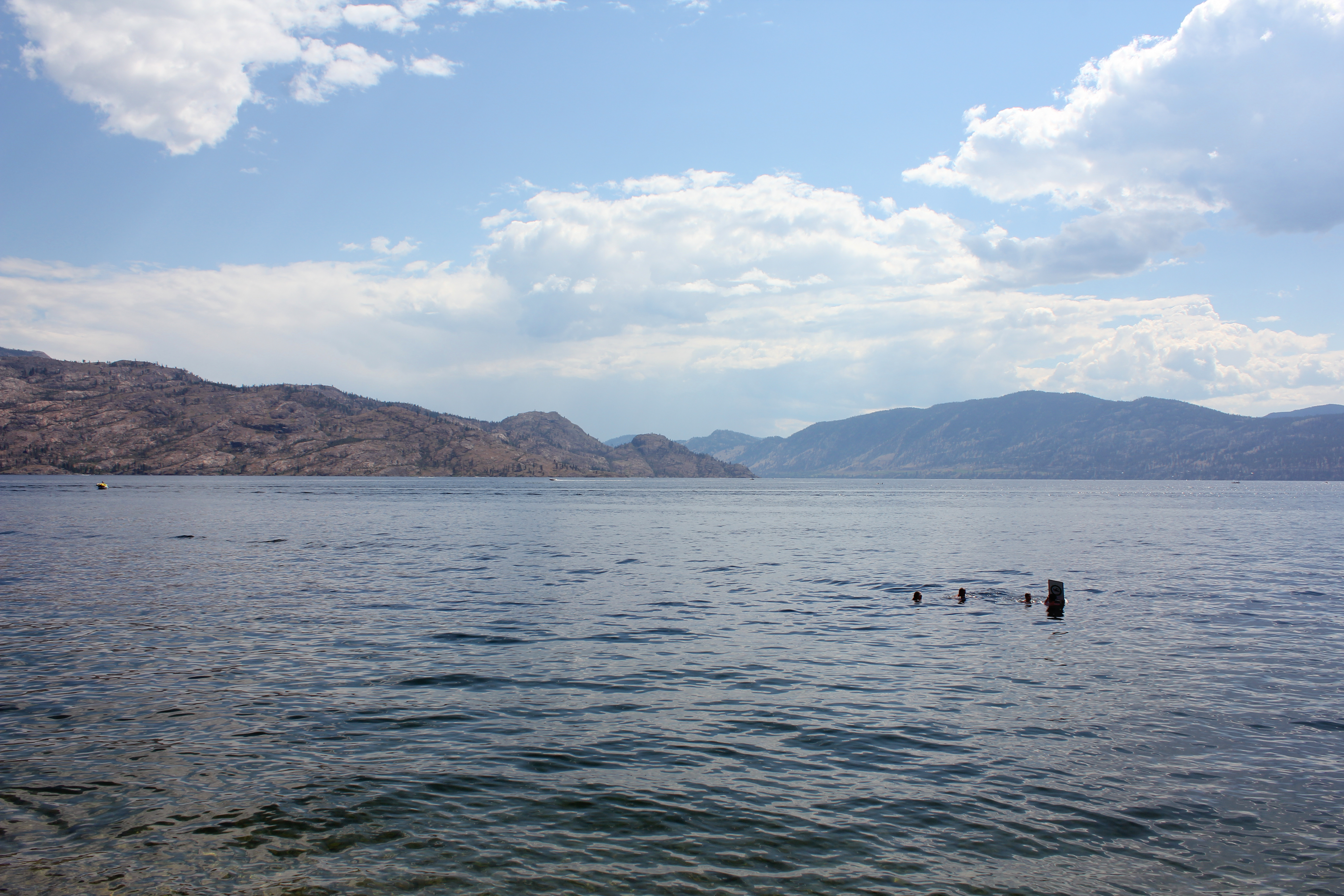